# Donny Boaz
Donny Boaz (Waxahachie, 12 dicembre 1980) è un attore statunitense.
È famoso per aver interpretato Chance Chancellor nella soap opera Febbre d'amore.

## Biografia
Boaz è nato a Waxahachie in Texas ed è alto 1,88.

### Carriera
Boaz ha iniziato la sua carriera come modello maschile per marchi come Abercrombie, Mothers Against Drunk Driving e ha lavorato anche in passerella a Milano in Italia. Tuttavia, è stato un servizio fotografico di biancheria intima per Calvin Klein che è riuscito ad ottenere la borsa di studio universitaria poco prima del suo ultimo anno alla Southwestern Assemblies of God University. Dopo essere tornato a Dallas ha iniziato la sua carriera da attore. Nel 2015, Boaz è stato scelto come Bill Bradley nel film My All American, dove ha lavorato con il regista Angelo Pizzo. La sua occasione arriva quando nel 2019 Boaz entra nel cast principale della soap opera Febbre d'amore nel ruolo di Chance Chancellor restando fino al 2021 quando poi è stato sostituito da Conner Floyd. Nel 2020, Boaz è apparso nel ruolo di James Cranbourne nel film "When We Last Spoke" e nel 2022 ha avuto un cameo memorabile nella serie "The Staircase - Una morte sospetta".

## Filmografia

### Cinema
- My All American, regia di Angelo Pizzo (2015)

### Televisione
- Anna Nicole - Una vita da playmate - film TV (2013)
- CrazySexyCool: The TLC Story - film TV (2013)
- Dallas - serie TV, 9 episodi (2013-2014)
- The Rolling Road - film TV (2014)
- NCIS: New Orleans - serie TV, 3 episodi (2015, 2018)
- Regina del Sud - serie TV, 1 episodio (2016)
- Six - serie TV, 6 episodi (2017)
- L'armonia del cuore – film TV (2017)
- Lucifer – serie TV, episodio 3x12 (2018)
- La casa dei miei ricordi – film TV (2018)
- Febbre d'amore - soap opera (2019-2021)
- Il Natale dei cuccioli - film TV (2019)
- P-Valley - serie TV (2020)
- All American - serie TV, 4 episodi (2021-in corso)
- The Staircase - Una morte sospetta - serie TV, 2 episodi (2022)

## Doppiatori italiani
Nelle versioni in italiano delle opere in cui ha recitato, Donny Boaz è stato doppiato da:
- Davide Albano in NCIS - Unità anticrimine
- Daniele Raffaeli in NCIS: New Orleans (ep. 2x05)
- Alessandro Rigotti in Lucifer
- Ruggero Andreozzi ne Il Natale dei cuccioli
- Gabriele Sabatini in All American
- Fabrizio Russotto in FBI: Most Wanted